# Primetime-Emmy-Verleihung 2025
Die 77. Emmy-Verleihung in der Sparte Prime Time (im Original: 77th Primetime Emmy Awards) ist für den 14. September 2025 im Peacock Theater in Los Angeles vorgesehen. Die Veranstaltung soll live auf CBS und Paramount+ übertragen und von Comedian Nate Bargatze moderiert werden.
Die Nominierungen in den Kategorien Outstanding Reality Competition und Outstanding Talk Series wurden in der Sendung CBS Mornings bekanntgegeben, weitere Nominierungen wurden am 15. Juli 2025 von Harvey Guillén und Brenda Song präsentiert.

## Nominierungen (Auswahl)

### Sparte Comedy

#### Beste Comedyserie
- Abbott Elementary
- The Bear: King of the Kitchen (The Bear)
- Hacks
- Nobody Wants This
- Only Murders in the Building
- Shrinking
- The Studio

#### Bester Hauptdarsteller – Comedyserie
- Adam Brody – Nobody Wants This
- Seth Rogen – The Studio
- Jason Segel – Shrinking
- Martin Short – Only Murders in the Building
- Jeremy Allen White – The Bear: King of the Kitchen (The Bear)

#### Beste Hauptdarstellerin – Comedyserie
- Uzo Aduba – The Residence
- Kristen Bell – Nobody Wants This
- Quinta Brunson – Abbott Elementary
- Ayo Edebiri – The Bear: King of the Kitchen (The Bear)
- Jean Smart – Hacks

#### Bester Nebendarsteller – Comedyserie
- Ike Barinholtz – The Studio
- Colman Domingo – The Four Seasons
- Harrison Ford – Shrinking
- Jeff Hiller – Somebody Somewhere
- Ebon Moss-Bachrach – The Bear: King of the Kitchen (The Bear)
- Michael Urie – Shrinking
- Bowen Yang – Saturday Night Live

#### Beste Nebendarstellerin – Comedyserie
- Liza Colón-Zayas – The Bear: King of the Kitchen (The Bear)
- Hannah Einbinder – Hacks
- Kathryn Hahn – The Studio
- Janelle James – Abbott Elementary
- Catherine O’Hara – The Studio
- Sheryl Lee Ralph – Abbott Elementary
- Jessica Williams – Shrinking

#### Beste Regie – Comedyserie
- Ayo Edebiri – The Bear: King of the Kitchen (The Bear)
- Lucia Aniello – Hacks
- James Burrows – Mid-Century Modern
- Nathan Fielder – The Rehearsal
- Seth Rogen und Evan Goldberg – The Studio

#### Bestes Drehbuch – Comedyserie
- Quinta Brunson – Abbott Elementary
- Lucia Aniello, Paul W. Downs, Jen Statsky – Hacks
- Nathan Fielder, Carrie Kemper, Adam Locke-Norton, Eric Notarnicola – The Rehearsal
- Hannah Bos, Paul Thureen, Bridget Everett – Somebody Somewhere
- Seth Rogen, Evan Goldberg, Peter Huyc, Alex Gregory, Frida Perez – The Studio
- Sam Johnson, Sarah Naftalis, Paul Simms – What We Do in the Shadows

### Sparte Drama

#### Beste Dramaserie
- Andor
- Diplomatische Beziehungen (The Diplomat)
- The Last of Us
- Paradise
- The Pitt
- Severance
- Slow Horses – Ein Fall für Jackson Lamb (Slow Horses)
- The White Lotus

#### Bester Hauptdarsteller – Dramaserie
- Sterling K. Brown – Paradise
- Gary Oldman – Slow Horses – Ein Fall für Jackson Lamb (Slow Horses)
- Pedro Pascal – The Last of Us
- Adam Scott – Severance
- Noah Wyle – The Pitt

#### Beste Hauptdarstellerin – Dramaserie
- Kathy Bates – Matlock
- Sharon Horgan – Bad Sisters
- Britt Lower – Severance
- Bella Ramsey – The Last of Us
- Keri Russell – Diplomatische Beziehungen (The Diplomat)

#### Bester Nebendarsteller – Dramaserie
- Zach Cherry – Severance
- Walton Goggins – The White Lotus
- Jason Isaacs – The White Lotus
- James Marsden – Paradise
- Sam Rockwell – The White Lotus
- Tramell Tillman – Severance
- John Turturro – Severance

#### Beste Nebendarstellerin – Dramaserie
- Patricia Arquette – Severance
- Carrie Coon – The White Lotus
- Katherine LaNasa – The Pitt
- Julianne Nicholson – Paradise
- Parker Posey – The White Lotus
- Natasha Rothwell – The White Lotus
- Aimee Lou Wood – The White Lotus

#### Beste Regie – Dramaserie
- Janus Metz – Andor
- Amanda Marsalis – The Pitt
- John Wells – The Pitt
- Jessica Lee Gagné – Severance
- Ben Stiller – Severance
- Adam Randall – Slow Horses – Ein Fall für Jackson Lamb (Slow Horses)
- Mike White – The White Lotus

#### Bestes Drehbuch – Dramaserie
- Dan Gilroy – Andor
- Joe Sachs – The Pitt
- R. Scott Gemmill – The Pitt
- Dan Erickson – Severance
- Will Smith – Slow Horses – Ein Fall für Jackson Lamb (Slow Horses)
- Mike White – The White Lotus

### Sparte Miniserie, Anthologieserie oder Fernsehfilm

#### Beste Mini- oder Anthologieserie
- Adolescence
- Black Mirror
- Dying for Sex
- Monster: Die Geschichte von Lyle und Erik Menendez (Monsters: The Lyle and Erik Menendez Story)
- The Penguin

#### Bester Hauptdarsteller – Miniserie, Anthologieserie oder Fernsehfilm
- Colin Farrell – The Penguin
- Stephen Graham – Adolescence
- Jake Gyllenhaal – Aus Mangel an Beweisen (Presumed Innocent)
- Brian Tyree Henry – Dope Thief
- Cooper Koch – Monster: Die Geschichte von Lyle und Erik Menendez (Monsters: The Lyle and Erik Menendez Story)

#### Beste Hauptdarstellerin – Miniserie, Anthologieserie oder Fernsehfilm
- Cate Blanchett – Disclaimer
- Meghann Fahy – Sirens
- Rashida Jones – Black Mirror
- Cristin Milioti – The Penguin
- Michelle Williams – Dying for Sex

#### Bester Nebendarsteller – Miniserie, Anthologieserie oder Fernsehfilm
- Javier Bardem – Monster: Die Geschichte von Lyle und Erik Menendez (Monsters: The Lyle and Erik Menendez Story)
- Bill Camp – Aus Mangel an Beweisen (Presumed Innocent)
- Owen Cooper – Adolescence
- Rob Delaney – Dying for Sex
- Peter Sarsgaard – Aus Mangel an Beweisen (Presumed Innocent)
- Ashley Walters – Adolescence

#### Beste Nebendarstellerin – Miniserie, Anthologieserie oder Fernsehfilm
- Erin Doherty – Adolescence
- Ruth Negga – Aus Mangel an Beweisen (Presumed Innocent)
- Deirdre O’Connell – The Penguin
- Chloë Sevigny – Monster: Die Geschichte von Lyle und Erik Menendez (Monsters: The Lyle and Erik Menendez Story)
- Jenny Slate – Dying for Sex
- Christine Tremarco – Adolescence

#### Beste Regie – Miniserie, Anthologieserie oder Fernsehfilm
- Philip Barantini – Adolescence
- Shannon Murphy – Dying for Sex
- Helen Shaver – The Penguin
- Jennifer Getzinger – The Penguin
- Nicole Kassell – Sirens
- Lesli Linka Glatter – Zero Day

#### Bestes Drehbuch – Miniserie, Anthologieserie oder Fernsehfilm
- Jack Thorne und Stephen Graham – Adolescence
- Charlie Brooker und Bisha K. Ali – Black Mirror
- Kim Rosenstock und Elizabeth Meriwether – Dying for Sex
- Lauren LeFranc – The Penguin
- Joshua Zetumer – Say Nothing

### Beste Animationsserie
- Arcane
- Bob’s Burgers
- Common Side Effects
- Love, Death & Robots
- Die Simpsons (The Simpsons)

### Outstanding Reality Competition Series
- The Amazing Race
- RuPaul’s Drag Race
- Survivor
- Top Chef
- The Traitors

### Outstanding Variety Talk Series
- The Daily Show
- Jimmy Kimmel Live!
- The Late Show with Stephen Colbert

### Outstanding Scripted Variety Series
- Last Week Tonight with John Oliver
- Saturday Night Live